# 出口保夫
出口 保夫（でぐち やすお、1929年8月26日 - 2019年8月2日）は、日本の英文学者、英国文化研究家、翻訳家。早稲田大学名誉教授。

## 人物
三重県松阪市生まれ。1953年早稲田大学教育学部英語英文科卒業、同副手。1955年早稲田大学大学院修了。1963年早大教育学部講師、1966年助教授、1971年教授、2000年に退職後、名誉教授。2009年春、瑞宝中綬章受勲。
1963年、大英博物館研究員として渡英。その後も、オックスフォード大学キャンピオン・ホール(Campion Hall)上級客員教授などとして、たびたびイギリスに滞在する。
ジョン・キーツをはじめとするイギリス・ロマン派についての研究業績や、『キーツ全詩集』などの訳業も多い。1970年代以降、イギリス文化に関する啓蒙書の翻訳や執筆に取り組み、特に紅茶を中心とした生活文化に関するエッセイ等を多数刊行した。夏目漱石のロンドン留学時代についての著作もある。息子の出口雄大が挿絵を担当した著作も複数ある。
日本紅茶同好会会長、ロンドン漱石記念館名誉館長、また、イギリス・ロマン派学会会長などを歴任。
『キーツ全詩集』の訳業で、1974年度第11回日本翻訳文化賞を受賞し、『キーツとその時代』などで、1999年度の大隈記念学術褒賞を受ける。2002年には第51回神奈川文化賞(学術)を受賞するなど、受賞歴多数。
門下生の一人に英文学者・作家の遠藤徹がいる。
2019年8月2日、誤嚥性肺炎のため死去。89歳没。

## 著書
- 『現代イギリスの小説家たち』（評論社） 1975年
- 『イギリス文学の基礎知識』（評論社） 1977年
- 『新英国読本』（ジャパン・パブリッシャーズ） 1977年、のち日本翻訳家養成センター/バベル・プレス 1978年
- 『クオリティ社会の風景 - 続新英国読本』（ジャパン・パブリッシャーズ） 1978年
- 『私のロンドン案内』（主婦の友社、Tomo選書） 1978年
- 『イギリス怪奇物語 - その謎とロマンを追って』（潮文社） 1980年
- 『ロンドンの夏目漱石』（河出書房新社） 1982年、のち新版1991年、280頁
  - 『漱石と不愉快なロンドン』（柏書房） 2006年、304頁
- 『Rambling Guide あんちっく鎌倉』（桐原書店） 1982年
- 『英国紅茶の話』（東京書籍、東書選書） 1983年、のちPHP文庫 1998年
- 『不思議の国イギリス』（評論社、現代選書） 1984年、202頁
- 『ロンドン・ブリッジ - 聖なる橋の2000年』（朝日イブニングニュース社） 1984年、193頁
  - 『ロンドン橋物語 - 聖なる橋の二千年』（東京書籍） 1992年、のちOD版 2000年
- 『イギリス文芸出版史』（研究社出版） 1986年、223頁
- 『ロンドン漱石文学散歩』（旺文社） 1986年、131頁、のち中公文庫 1996年
- 『午後は女王陛下の紅茶を』（東京書籍） 1986年、238頁
- 『イギリス四季暦〈春・夏〉』、『イギリス四季暦〈秋・冬〉』（東京書籍） 1988年、135頁・151頁／愛蔵合冊版 1996年
  - 『イギリス四季暦 春夏篇』、『イギリス四季暦 秋冬篇』（中央公論社、中公文庫） 1997年、179頁・185頁
- 『英国生活誌』（日本放送出版協会） 1989年、197頁
- 『現代イギリス文学入門』（評論社） 1990年、267頁
- 『続 イギリス四季暦』（東京書籍） 1990年、162頁
- 『四季の英国紅茶』（東京書籍、東書選書） 1992年、134頁
- 『夏目漱石とロンドンを歩く』（PHP研究所、PHP文庫） 1993年、251頁
- 『英国紅茶への招待』（PHP研究所） 1993年、182頁、のちPHP文庫 1998年
- 『ロンドン塔 - 光と影の九百年』（中央公論社、中公新書） 1993年、182頁
  - 新編『図説 ロンドン塔と英国王室の九百年』（柏書房） 2009年、252頁
- 『ロンドンの小さな旅』（東京書籍） 1993年、186頁、のち中公文庫 1998年
- 『女王陛下の町ロンドン』（PHP研究所） 1994年、238頁
- 『イギリス怪奇探訪 - 謎とロマンを求めて』（PHP研究所、PHP文庫） 1994年、237頁
- 『英国生活誌〈1〉 復活祭は春風に乗って』（中央公論社、中公文庫） 1994年、202頁
- 『英国生活誌〈2〉 紅茶のある風景』（中央公論社、中公文庫） 1994年、191頁
- 『南イングランドを歩く』（中央公論社） 1995年、223頁
- 『イギリスの優雅な生活』（世界文化社） 1997年、251頁、のちPHP文庫 2003年
- 『キーツとその時代』上・下（中央公論社） 1997年、410頁・398頁
- 『私の英国読本』（中央公論社、中公文庫） 1998年、276頁
- 『イギリスの小さな旅』（世界文化社） 1998年、205頁
- 『美しい英国生活との出合い』（PHP研究所） 1999年、199頁
- 『ロンドンは早朝の紅茶で明ける - 私のロンドン案内』（PHP研究所、PHP文庫） 1999年、281頁
- 『怖くて不思議なスコットランド妖精物語』（PHP研究所） 1999年、254頁
- 『アフタヌーン・ティの楽しみ - 英国紅茶の文化誌』（丸善、丸善ライブラリー） 2000年、181頁
- 『ワーズワス - 田園への招待』（講談社＋α新書） 2001年、238頁
- 『美しき英国 - 旅と暮らしと紅茶と』（世界文化社） 2001年、206頁
- 『古い家と家具にこだわるイギリス人 - シンプルライフのすすめ』（世界文化社） 2002年、237頁
- 『人生の午後の紅茶』（幻冬舎） 2003年、222頁
- 『物語 大英博物館 - 二五〇年の軌跡』（中央公論新社、中公新書） 2005年、262頁
  - 『大英博物館の話』（中公文庫） 2017年、251頁
- 『英国流シンプル生活術』（ランダムハウス講談社、ランダムハウス講談社文庫） 2006年、269頁 - 文庫は新編
- 『愉快な英国旅行術』（ランダムハウス講談社、ランダムハウス講談社文庫） 2006年、260頁
- 『漱石とともにロンドンを歩く』（ランダムハウス講談社、ランダムハウス講談社文庫） 2007年、305頁
- 『英国ミステリー紀行』（ランダムハウス講談社、ランダムハウス講談社文庫） 2007年、276頁
- 『英国流、質素で豊かな暮らし方 - “一杯の紅茶”を毎日淹れる幸福論』（柏書房） 2007年、237頁 - 新編
- 『新 - 私のロンドン案内』（ランダムハウス講談社、ランダムハウス講談社文庫） 2008年、305頁
- 『知っておきたい 英国紅茶の話』（ランダムハウス講談社、ランダムハウス講談社文庫） 2009年、228頁
- 『美しき英国へようこそ』（ランダムハウス講談社、ランダムハウス講談社文庫） 2009年、237頁
- 『イギリスの豊かな生活の知恵』（ランダムハウス講談社、ランダムハウス講談社文庫） 2009年、288頁
- 『評伝 ワーズワス』（研究社） 2014年、403頁

### 共編著
- 『私はどのようにして作家となったか』（アラン・シリトー共著、集英社） 1978年、245頁
- 『漱石のロンドン風景』（アンドリュー・ワット共編、研究社出版） 1985年、のち新版 1992年、195頁。のち中公文庫 1995年、297頁
- 『イギリス四季と生活の詩』（薬師川虹一共著、研究社出版） 1994年、291頁
- 『世紀末のイギリス』（編、研究社出版） 1996年、176頁
- 『イギリスは賢い』（林望共著、PHP研究所） 1997年、204頁、のちPHP文庫 2000年
- 『楽しいロンドンの美術館めぐり』（齋藤貴子共著、講談社） 2007年、266頁
- 『21世紀 イギリス文化を知る事典』（小林章夫, 齋藤貴子共編著、東京書籍） 2009年、830頁

## 翻訳
- 『キーツ全詩集』第1 - 3巻、別巻（ジョン・キーツ、白凰社） 1974年
- 『陸にあがった人魚のはなし』（ランダル・ジャレル、評論社） 1981年、161頁
- 『世界の怪奇民話 1』（キャサリン・M・ブリッグズ編、評論社） 1981年、215頁
- 『英語地名の話』（C・M・マシューズ、朝日イブニングニュース社） 1983年、227頁
- 『キーツ詩集 青春の詩集』（ジョン・キーツ、白凰社） 1988年
- 『英国の未来像 - 建築に関する考察』（チャールズ皇太子、東京書籍） 1991年、159頁
- 『英語地名の語源』（C・M・マシューズ、北星堂書店） 1992年
- 『人生はまだ開かない薔薇の希望 - イギリス・言葉の花束』（PHP研究所） 1996年、195頁
- 『死よ墓より語れ - 詩画集』（ロバート・ブレア・ウィリアム・ブレイク、早稲田大学出版局） 2000年、112頁
- 『音読・暗唱 愛と夢の英詩集』（齋藤貴子共訳、講談社、講談社プラスアルファ文庫） 2002年、276頁
- 『写真集 よみがえるロンドン - 100年前の風景』（ジョージ・ヘンリー・バーチ(George Henry Birch)、柏書房） 2005年、242頁

## 論文
- 国立情報学研究所収録論文 国立情報学研究所